# Raúl Oscar Belén
Raúl Oscar Belén (Roldán, Santa Fe, Argentina; 1 de julio de 1931 – Rosario, Argentina; 22 de agosto de 2010) fue un futbolista argentino que jugaba habitualmente en el puesto de delantero. Falleció a la edad de 79 años a causa de una fuerte neumonía. En su carrera destacan las ocho temporadas en las que militó en el Racing Club. Fue también internacional con la Selección Argentina de Fútbol.

## Biografía

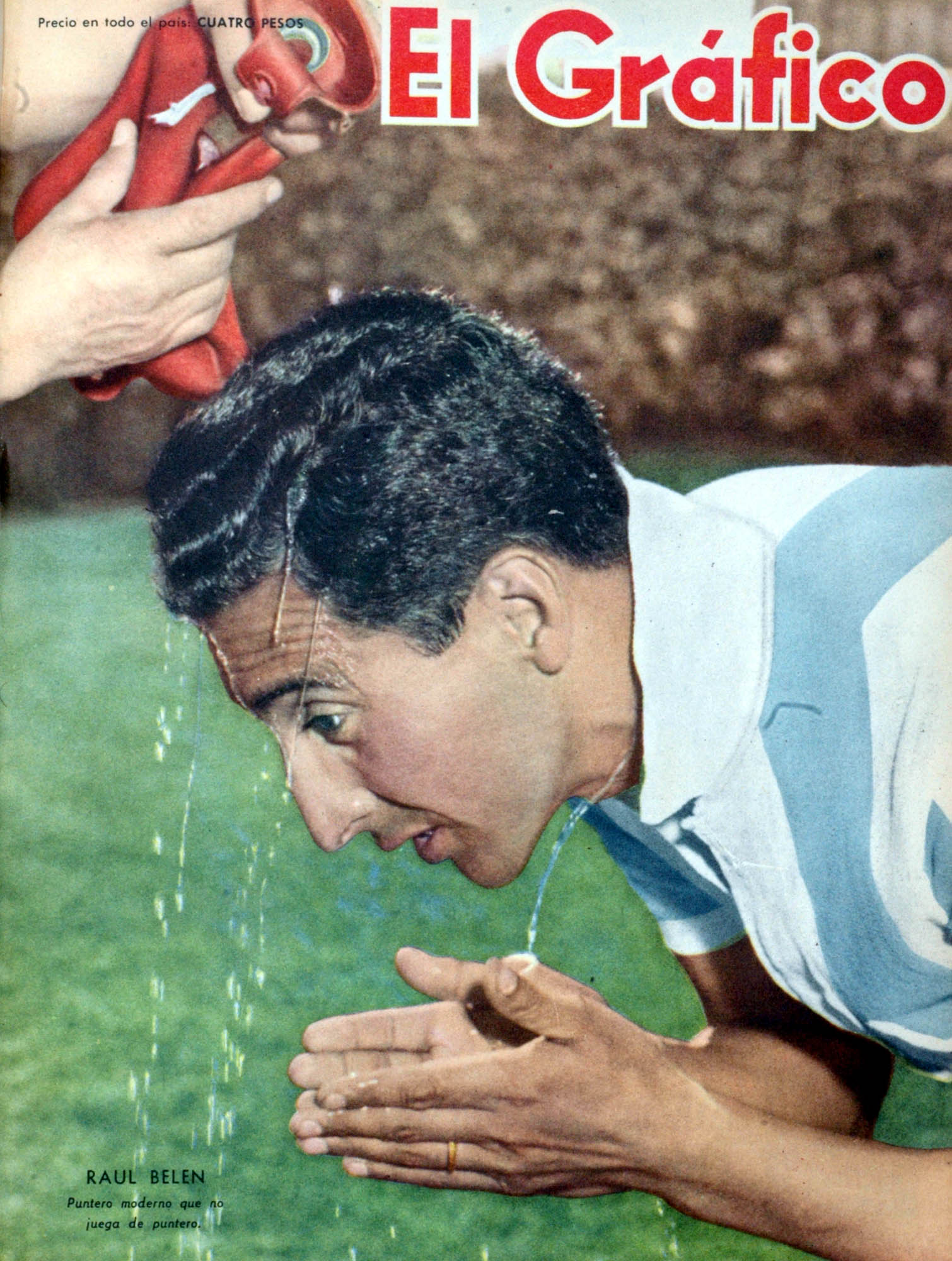
Raúl Belén (Selección Argentina) en 1959.

Nacido el 1 de julio de 1931, en Roldán, provincia de Santa Fe, empezó sus pasos en el fútbol en el conjunto leproso rosarino: Newell’s Old Boys. Allí tuvo 2 etapas, la primera desde 1951 hasta 1956, y luego retornaría para jugar 1 año entre 1957 y 1966. Rompió las redes en 27 ocasiones, entrando a la cancha 113 veces.
En el intervalo de 1957 y 1964, vistió los colores de Racing Club de Avellaneda. Disputó 174 partidos anotando 42 goles y siendo partícipe de una histórica delantera en el conjunto académico: Corbatta, Pizzuti, Mansilla, Sosa y Belén. Fue campeón en 2 oportunidades: 1958 (donde formó una gran dupla junto al "Marqués" Sosa) y 1961.
Tuvo un paso por la Selección Argentina, donde disputó 31 encuentros y anotó 9 goles entre 1959 y 1963, y se llevó 1 título: el Campeonato Sudamericano 1959 (actual Copa América), donde fue elegido el mejor wing del torneo, ganándose los elogios de Pelé. También disputó el Mundial de Chile 1962.
A fines de 1964 tenía todo acordado para irse a Colombia, pero horas antes, desde Rosario, le ofrecieron volver y retirarse. "La Bruja" hizo lo que le dictó el corazón: se fue en auto hasta Rosario y firmó con Newell’s Old Boys
Finalmente se retiró en 1966, aunque jugó unos años en el interior de Santa Fe. Siempre estuvo ligado a Newell’s en todo sentido, hasta llegó a ser quien miraba los carnets cuando los socios entraban al estadio o sedes.
Pedro Mansilla, dijo: "qué fácil que era jugar con Belén y Corbatta, yo sólo tenía que ir a buscar la pelota en el borde del área, porque los dos desbordaban por las puntas y sus centros me caían al pie y sólo tenía que empujarla".
Comentó alguna vez desde su Rosario querido que: "nos divertíamos jugando, éramos muy ofensivos y nuestra delantera salió goleadora del campeonato tres años seguidos".
Pese a que jugó en Racing y en la Selección, siempre tuvo en su mente a su Newell’s querido. Tal es así, que el Campeonato Sudamericano se lo dedicó a los leprosos, y en Avellaneda lo querían matar. En esa época, se informaba los resultados de la fecha (que se jugaban todos a la misma hora) en unos carteles de chapa todo en el momento, y cada club tenía una letra designada (es decir, si Racing jugaba con Boca, era "A" vs "J", por ejemplo), y Raúl siempre se anotaba la letra de Newell's y cuando el partido estaba parada, se fijaba el resultado leproso.
Falleció el 22 de agosto de 2010.

## Selección nacional
Fue internacional con la Selección Argentina en 31 oportunidades, convirtiendo 8 goles. Disputó las dos Copa América realizadas en 1959, en Argentina y Ecuador, respectivamente, siendo campeón y subcampeón. Logró el Campeonato Panamericano de Fútbol en 1960 y participó de la Copa Mundial de Fútbol de 1962 en Chile.

### Participaciones en Copa del Mundo
| Copa              | Sede  | Resultado      | Partidos | Goles |
| ----------------- | ----- | -------------- | -------- | ----- |
| Copa Mundial 1962 | Chile | Fase de grupos | 2        | -     |

### Participaciones en Copa América
| Copa                 | Sede      | Resultado  | Partidos | Goles |
| -------------------- | --------- | ---------- | -------- | ----- |
| Copa América 1959 I  | Argentina | Campeón    | 6        | 3     |
| Copa América 1959 II | Ecuador   | Subcampeón | 3        | -     |

### Participaciones en Campeonato Panamericano
| Copa                         | Sede       | Resultado | Partidos | Goles |
| ---------------------------- | ---------- | --------- | -------- | ----- |
| Campeonato Panamericano 1960 | Costa Rica | Campeón   | 6        | 3     |

## Clubes
| Club                | País      | Año                   | Partidos | Goles |
| ------------------- | --------- | --------------------- | -------- | ----- |
| Newell's Old Boys   | Argentina | 1951-1956 / 1965-1966 | 113      | 27    |
| Racing Club         | Argentina | 1956-1964             | 174      | 41    |
| Selección Argentina | Argentina | 1959-1963             | 31       | 9     |
| Total carrera       | Argentina | 1951-1964             | 318      | 77    |

## Palmarés

### Títulos nacionales
| Título           | Club        | País      | Año  |
| ---------------- | ----------- | --------- | ---- |
| Primera División | Racing Club | Argentina | 1958 |
| Primera División | Racing Club | Argentina | 1961 |

### Títulos internacionales
| Título                  | Club                | Sede       | Año  |
| ----------------------- | ------------------- | ---------- | ---- |
| Copa América            | Selección Argentina | Argentina  | 1959 |
| Campeonato Panamericano | Selección Argentina | Costa Rica | 1960 |